# Aythya
Aythya – rodzaj ptaków z podrodziny kaczek (Anatinae) w obrębie rodziny kaczkowatych (Anatidae).

## Rozmieszczenie geograficzne
Rodzaj obejmuje gatunki występujące w Ameryce Północnej, Eurazji, Australazji i Afryce.

## Morfologia
Długość ciała 37–61 cm, rozpiętość skrzydeł 60–90 cm; masa ciała samców 470–1658 g, samic 464–1630 g.

## Systematyka
Rodzaj zdefiniował w 1822 roku zoolog Friedrich Boie w dzienniku własnego autorstwa prowadzonym podczas podróży po Norwegii w 1817 roku. Gatunkiem typowym jest (oznaczenie monotypowe) ogorzałka zwyczajna (A. marila).

### Etymologia
- Penelope: gr. πηνελοψ pēnelops, πηνελοπος pēnelopos ‘typ kaczki’[19]. Gatunek typowy: „Penelope” (= Anas ferina Linnaeus, 1758).
- Aythya (Aethyja, Aethyia, Aithyia, Aithya): gr. αιθυια aithuia ‘niezidentyfikowany ptak morski’, wymieniony przez Arystotelesa, Hezychiusza i innych autorów. W obecnych czasach nazwa ta jest przypisywana różnym ptakom, w tym burzykom, kormoranom, kaczkom i alkom[20].
- Nyroca: epitet gatunkowy Anas nyroca Güldenstädt, 1770[21]; ros. нырок nyrok ‘kaczka z rodzaju Aythya’[22]. Gatunek typowy (absolutna tautonimia): Anas nyroca Güldenstädt, 1770.
- Fuligula: epitet gatunkowy Anas fuligula Linnaeus, 1758[23]; łac. fuligo, fuliginis ‘sadza’; gula ‘gardło’[24]. Gatunek typowy (absolutna tautonimia): Anas fuligula Linnaeus, 1758.
- Fulix: łac. fulix, fulicis ‘typ ptactwa wodnego’, zwykle utożsamiany z łyskami z rodzaju Fulica[25]. Gatunek typowy (późniejsze oznaczenie)[26]: Anas fuligula Linnaeus, 1758.
- Glaucium: gr. γλαυκιον glaukion ‘typ kaczki z jaskrawymi oczami’, od γλαυκος glaukous ‘modry’[27]. Gatunek typowy (oryginalne oznaczenie): Anas fuligula Linnaeus, 1758.
- Marila: epitet gatunkowy Anas marila Linnaeus, 1761[28]; gr. μαριλη marilē ‘węgiel drzewny, pył węglowy’[29]. Gatunek typowy (oryginalne oznaczenie): Anas marila Linnaeus, 1761.
- Nettarion: gr. νητταριον nēttarion ‘mała kaczka, kaczątko’, od zdrobnienia νηττα nētta ‘kaczka’[30].
- Aristonetta: gr. αριστος aristos ‘najlepszy, szlachetny”; νηττα nētta ‘kaczka’[31]. Gatunek typowy (oznaczenie monotypowe): Anas valisineria A. Wilson, 1814.
- Ilyonetta: gr. ιλυς ilus, ιλυος iluos ‘błoto, szlam’; νηττα nētta ‘kaczka’[32].
- Perissonetta: gr. περισσος perissos ‘wspaniały’; νηττα nētta ‘kaczka’[33]. Gatunek typowy (oryginalne oznaczenie): Anas collaris Donovan, 1809.
- Zeafulix: zbitka wyrazowa toponimu ‘Nowa Zelandia’ i rodzaju Fulix Sundevall, 1836[34]. Gatunek typowy (oryginalne oznaczenie): Anas novaeseelandiae J.F. Gmelin, 1789.
- Dyseonetta: gr. δυω duō ‘nurkować, zanurzyć się’; νηττα nētta ‘kaczka’[35]. Gatunek typowy (oryginalne oznaczenie): Fuligula americana Eyton, 1838.

### Podział systematyczny
Do rodzaju należą następujące gatunki:
- Aythya innotata (Salvadori, 1894) – podgorzałka madagaskarska
- Aythya nyroca (Güldenstädt, 1770) – podgorzałka zwyczajna
- Aythya baeri (Radde, 1863) – podgorzałka zielonogłowa
- Aythya australis (Eyton, 1838) – podgorzałka australijska
- Aythya collaris (Donovan, 1809) – czerniczka
- Aythya americana (Eyton, 1838) – głowienka preriowa
- Aythya ferina (Linnaeus, 1758) – głowienka zwyczajna
- Aythya valisineria (A. Wilson, 1814) – głowienka długodzioba
- Aythya novaeseelandiae (J.F. Gmelin, 1789) – ogorzałka nowozelandzka
- Aythya fuligula (Linnaeus, 1758) – czernica
- Aythya marila (Linnaeus, 1761) – ogorzałka zwyczajna
- Aythya affinis (Eyton, 1838) – ogorzałka mała

Opisano również gatunki wymarłe w czasach prehistorycznych:
- Aythya denesi Zelenkow, 2016 – wymarły gatunek mioceński[37]
- Aythya molesta Zelenkow, 2016 – wymarły gatunek mioceński[37]

Fragment kladogramu obejmujący żyjące współcześnie gatunki rodzaju Aythya:
|  | A. nyroca    |
|  |              |
|  | ?A. baeri    |
|  |              |
|  | ?A. innotata |
|  |              |
|  | A. australis |
|  |              |

|  | A. americana                                                  |
|  |                                                               |
|  | \| \| A. ferina \| \| \| \| \| \| ?A. valisineria \| \| \| \| |
|  |                                                               |
|  | A. ferina                                                     |
|  |                                                               |
|  | ?A. valisineria                                               |
|  |                                                               |

|  | A. ferina       |
|  |                 |
|  | ?A. valisineria |
|  |                 |

|  | A. fuligula         |
|  |                     |
|  | ?A. novaeseelandiae |
|  |                     |
|  | ?A. collaris        |
|  |                     |

|  | A. marila  |
|  |            |
|  | A. affinis |
|  |            |

|  | A. americana                                                  |
|  |                                                               |
|  | \| \| A. ferina \| \| \| \| \| \| ?A. valisineria \| \| \| \| |
|  |                                                               |
|  | A. ferina                                                     |
|  |                                                               |
|  | ?A. valisineria                                               |
|  |                                                               |

|  | A. ferina       |
|  |                 |
|  | ?A. valisineria |
|  |                 |

|  | A. fuligula         |
|  |                     |
|  | ?A. novaeseelandiae |
|  |                     |
|  | ?A. collaris        |
|  |                     |

|  | A. marila  |
|  |            |
|  | A. affinis |
|  |            |

|  | A. nyroca    |
|  |              |
|  | ?A. baeri    |
|  |              |
|  | ?A. innotata |
|  |              |
|  | A. australis |
|  |              |

|  | A. americana                                                  |
|  |                                                               |
|  | \| \| A. ferina \| \| \| \| \| \| ?A. valisineria \| \| \| \| |
|  |                                                               |
|  | A. ferina                                                     |
|  |                                                               |
|  | ?A. valisineria                                               |
|  |                                                               |

|  | A. ferina       |
|  |                 |
|  | ?A. valisineria |
|  |                 |

|  | A. fuligula         |
|  |                     |
|  | ?A. novaeseelandiae |
|  |                     |
|  | ?A. collaris        |
|  |                     |

|  | A. marila  |
|  |            |
|  | A. affinis |
|  |            |

|  | A. americana                                                  |
|  |                                                               |
|  | \| \| A. ferina \| \| \| \| \| \| ?A. valisineria \| \| \| \| |
|  |                                                               |
|  | A. ferina                                                     |
|  |                                                               |
|  | ?A. valisineria                                               |
|  |                                                               |

|  | A. ferina       |
|  |                 |
|  | ?A. valisineria |
|  |                 |

|  | A. fuligula         |
|  |                     |
|  | ?A. novaeseelandiae |
|  |                     |
|  | ?A. collaris        |
|  |                     |

|  | A. marila  |
|  |            |
|  | A. affinis |
|  |            |